# シムゴルフ
シド・マイヤーズ シムゴルフ (SimGolf) は、マクシス（Maxis、現在はエレクトロニック・アーツに買収）社のシミュレーションゲーム。ゲームクリエイターのシド・マイヤーが監修している。マクシス社では既に「シムゴルフ」というタイトルのゲームを開発しており、今作は2作目となるのでタイトルに「シド・マイヤーズ」を付け区別している。

## 概要
ゴルフ経営者という視点から経費を使って人気ゴルフコースのデザインをする経営シミュレーションゲームである。プレイヤーは限られた土地にゴルフコースを設置し、来客の評判を参考にユニークなコース作りを行うことで集客を増やし収入につなげていくという経営の形をとっている。また、プレイヤーキャラクターを育成し、完成したコースを利用してコンペティションやツアー等の大会に参加することで大きな収入を得られ、更なる土地の造成や施設の設置を行うことができるシステムになっている。
オンラインによる対戦プレイも可能で、マクシス社製パソコン用ゲーム「シムピープル」のキャラクターデータも利用可能になっている。